# Czas (ziar)
Czas (în traducere „Timpul”) a fost un ziar politic și de informații publicat în perioada 1848–1934 la Cracovia și în perioada 1935–1939 la Varșovia (după fuziunea cu ziarul Dzień Polski).

## Istoric
Primul număr a fost publicat la 3 noiembrie 1848. Ziarul Czas a fost organul principal de presă al grupului politic conservator polonez („Stańczycy”) și a fost redactat în a doua jumătate a secolului al XIX-lea, printre alții, de intelectualii și politicienii conservatori Stanisław Koźmian și Paweł Popiel. În perioada 1849-1856 redacția ziarului s-a aflat în Clădirea Szołayski din Cracovia.
Redactorii șefi ai ziarului Czas au fost: Paweł Popiel (1848-1849), Lucjan Siemieński (1849-1852), Konstanty Sobolewski (1852-1854), Antoni Kłobukowski (1854-1859), Ksawery Masłowski (1859-1867), Antoni Kłobukowski (1867–1892), Michał Chyliński (1892–1899), Antoni Beaupré (1899–1901), Rudolf Starzewski (1901–1920) și Antoni Beaupré (1920–1937).
În jurul ziarului s-au adunat reprezentanții școlii istorice din Cracovia, printre care a ocupat un loc special istoricul și poetul Józef Szujski, ce a publicat schițe și eseuri în paginile gazetei Czas. Juristul și profesorul universitar Leon Cyfrowicz a colaborat la acest ziar între 1869 și 1884. Un alt colaborator cunoscut a fost poetul și prozatorul Lucjan Siemieński, care a organizat și redactat în perioada 1856-1869 un supliment literar. În acest ziar a apărut în foileton, în perioada 24 decembrie 1884 - 2 septembrie 1886, prima ediție a romanului Potopul al lui Henryk Sienkiewicz.

## Legături externe
- Ediții ale ziarului Czas digitalizate și publicate în Biblioteca Digitală Jagiellonă
- Ediții ale ziarului Czas digitalizate și publicate în Biblioteca Digitală a Institutului Cultural al Voievodatului Małopolska
- Ediții ale ziarului Czas digitalizate și publicate în biblioteca digitală Polona